# Schizocosa crassipes
Schizocosa crassipes este o specie de păianjeni din genul Schizocosa, familia Lycosidae. A fost descrisă pentru prima dată de Walckenaer, 1837. Conform Catalogue of Life specia Schizocosa crassipes nu are subspecii cunoscute.